# Onaney Muñiz
Pour les articles homonymes, voir Muniz.
Onaney Muñiz-Gutiérrez (né le 17 août 1937 à Bayamo et mort le 7 juin 2002 à La Havane} est un professeur, botaniste et explorateur cubain.